# Heenweg
Heenweg est un village situé dans la commune néerlandaise de Westland, dans la province de la Hollande-Méridionale. Le 1er janvier 2008, le village comptait 641 habitants.

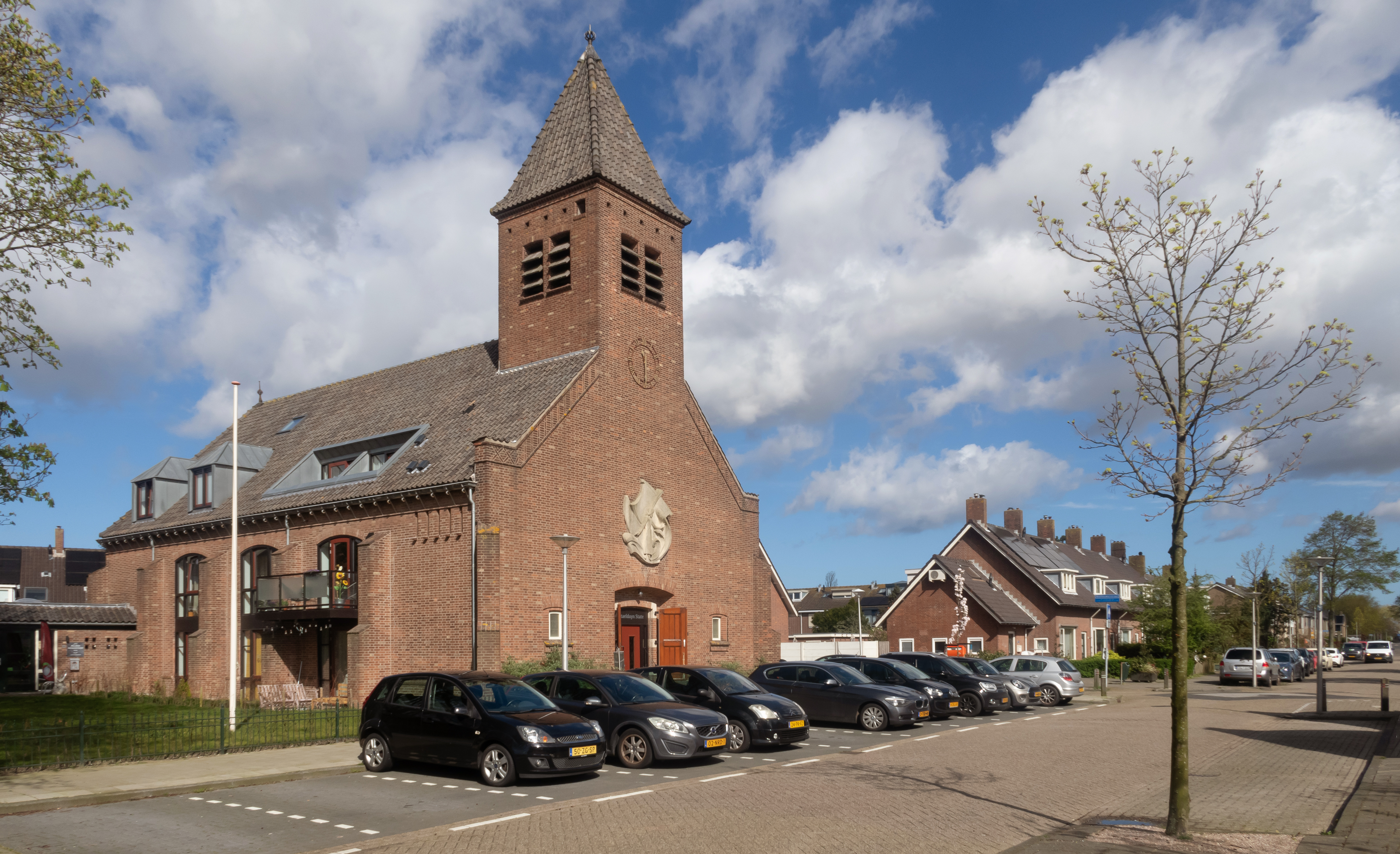
Heenweg, l'ancienne église (Nieuwe Kerk)